# Présence syndicale
La présence syndicale constitue la mesure du nombre de personnes assujetties à des conventions collectives, c’est-à-dire celles faisant partie d’une unité d’accréditation légalement reconnue, qu’elles soient ou non membres en règle d’un syndicat. Ces personnes paient leur cotisation syndicale et ont droit aux conditions de travail prévues dans leur convention collective respective.
Le taux de présence syndicale se définit comme le pourcentage de personnes visées par des conventions collectives par rapport à l’ensemble des employés d'une zone géographique donnée.
Le taux de présence syndicale se distingue du taux de syndicalisation qui ne tient compte que des membres en règle d’un syndicat.

## AuQuébec
Au Québec, selon le code du travail qui force l'application de la Formule Rand, tous les travailleurs assujettis à une convention collective doivent obligatoirement payer la cotisation syndicale au syndicat unique désigné comme l'agent négociateur par la majorité des travailleurs et ce uniquement lors de la formation de ce syndicat ou lors de ponctuel maraudage.
- En 1997, le taux de présence syndicale était de 41,7 %[1]
- En 1999,le taux de présence syndicale est descendu à de 39,8 %[2]
- En 2001, le taux de présence syndicale était de 40,7 %[2]
- En 2003, le taux de présence syndicale est remonté à 41,3 %[3]
- En 2004, le taux de présence syndicale est retombé à 40,1 %[4]
- En 2005, le taux de présence syndicale est légèrement remonté à 40,5 %[4]

Ce taux de présence syndicale est supérieur à celui du reste du Canada.Ainsi, celui-ci est passé de 8,5 points de pourcentage de plus en 1997 à 9,9 points de pourcentage en 2005 par rapport au reste du Canada
Comparativement aux États-Unis, l'écart est passé de 26,2 à 26,8 points par rapport aux durant le même laps de temps.

## En France
En France, le bénéfice de la convention collective est acquis à l'ensemble des salariés d'une branche professionnelle qu'ils soient ou non syndiqués. On peut donc considérer que le taux de présence syndicale (au sens "américain") est élevé. En revanche, le taux de syndicalisation est un des plus faibles d'Europe. En effet, selon l'OCDE, en 2009, 7,6 % seulement des salariés français étaient affiliés à un syndicat.
En France, la Présence syndicale désignerait plutôt la présence de délégués du personnels syndiqués dans une entreprise. En ce sens, *en 2005 on pouvait mesurer un taux de présence syndicale de 75,5 %